# Malîi Hovîliv, Terebovlea
Malîi Hovîliv (în ucraineană Малий Говилів) este un sat în comuna Velîkîi Hovîliv din raionul Terebovlea, regiunea Ternopil, Ucraina.

## Demografie
Componența lingvistică a localității Malîi Hovîliv
     Ucraineană (99,31%)
     Alte limbi (0,46%)
Conform recensământului din 2001, majoritatea populației localității Malîi Hovîliv era vorbitoare de ucraineană (99,31%), existând în minoritate și vorbitori de alte limbi.